# Xã Fairview, Quận Republic, Kansas
Xã Fairview (tiếng Anh: Fairview Township) là một xã thuộc quận Republic, tiểu bang Kansas, Hoa Kỳ. Năm 2010, dân số của xã này là 134 người.